# Stictoptera nigrifascia
Stictoptera nigrifascia är en fjärilsart som beskrevs av M.Gaede 1935. Stictoptera nigrifascia ingår i släktet Stictoptera och familjen nattflyn. Inga underarter finns listade i Catalogue of Life.